# Aechmanthera claudiae
Aechmanthera claudiae är en akantusväxtart som beskrevs av Luciano Bernardi. Aechmanthera claudiae ingår i släktet Aechmanthera och familjen akantusväxter. Inga underarter finns listade i Catalogue of Life.